# Палм Бийч
 Тази статия е за града в Съединените щати.  За окръга вижте Палм Бийч (окръг).  
Палм Бийч (на английски: Palm Beach) е град в югоизточната част на Съединените американски щати, част от окръг Палм Бийч на щата Флорида. Населението му е около 8 750 души (2017).
Разположен е на 2 метра надморска височина в Атлантическата низина, на ивица с дължина 18 километра по брега на Атлантическия океан и на 100 километра северно от Маями. Селището е основано през 1911 година около няколко хотела и луксозни резиденции, построени от индустриалеца Хенри Флаглър.

## Известни личности
Починали в Палм Бийч
- Шарлът Гилбъртсън (1922 – 2014), художничка
- Лили Дамита (1904 – 1994), актриса